# Matthew White Ridley (2e baronnet)
Matthew White Ridley, 2e baronnet (28 octobre 1745-9 avril 1813) est un propriétaire foncier et homme politique de Northumbrie qui siège à la Chambre des communes entre 1768 et 1812.

## Biographie

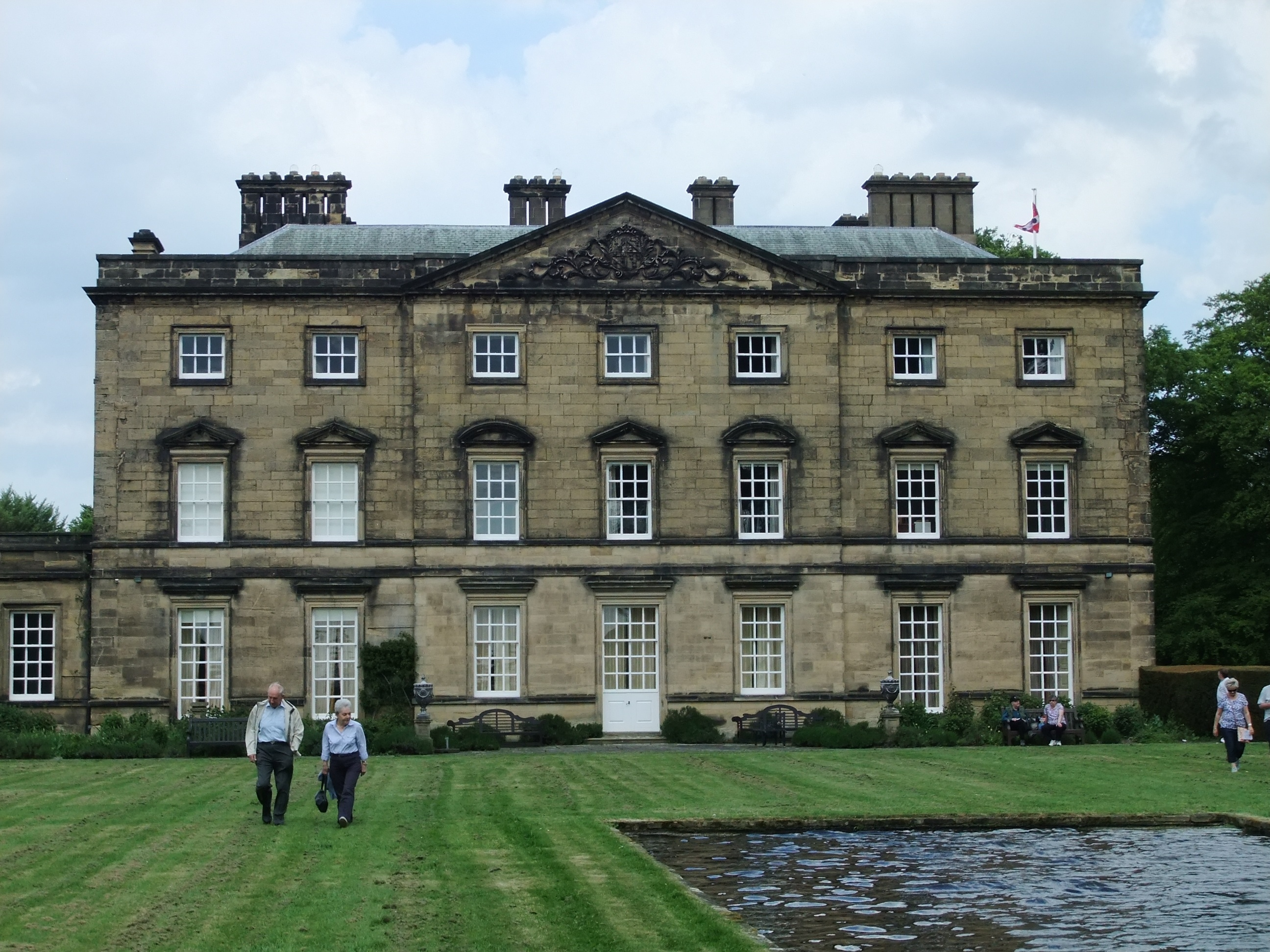
Blagdon Hall, Northumberland

Il est le fils de Matthew Ridley (1716-1778) (gouverneur de la Newcastle-upon-Tyne Company of Merchant Adventurers, quatre fois maire de et cinq fois député de Newcastle) et d'Elizabeth White (1721-1764), fille de Matthew White, un éminent marchand de Newcastle de Blagdon Hall, Stannington, Northumberland, et sœur de Matthew White, 1er baronnet de Blagdon. Il hérite de la baronnie de Blagdon et du domaine de Blagdon Hall à la mort de son oncle en 1763.
Il succède à son père comme gouverneur de la Compagnie des aventuriers marchands.
Il est nommé magistrat en chef de Newcastle à trois reprises et est élu maire de la ville à trois reprises en 1774, 1782 et 1791. Il est député de Morpeth de 1768 à 1774 et de Newcastle de 1774 à 1812.
Un monument à sa mémoire se dresse dans la nef de la cathédrale Saint-Nicolas de Newcastle. Ridley est représenté en taille réelle, vêtu d'une toge romaine.

## Famille
Ridley épouse Sarah Colborne, fille de Benjamin Colborne de Bath, en 1777; ils ont cinq fils et une fille, Henrietta (1781–1853). Son fils aîné Matthew lui succède. Son deuxième fils Nicholas (1779–1854) est créé baron Colborne en 1839. Son arrière-petit-fils, le 5e baronnet, est créé vicomte Ridley en 1900.
Son troisième fils, Henry Colborne Ridley, et son petit-fils William Henry Ridley sont tous deux recteurs de Hambleden, Bucks.